# Око розуму (Цілком таємно)
Око разуму (Mind's Eye) — 16-й епізод п'ятого сезону серіалу «Цілком таємно». Епізод належить до «монстрів тижня» і не відноситься до «міфології серіалу». Прем'єра в мережі «Фокс» відбулася 19 квітня 1998 року.
Серія за шкалою Нільсена отримала рейтинг домогосподарств рівний 10.4, який означає, що в день виходу її подивилися 16.53 мільйона глядачів.

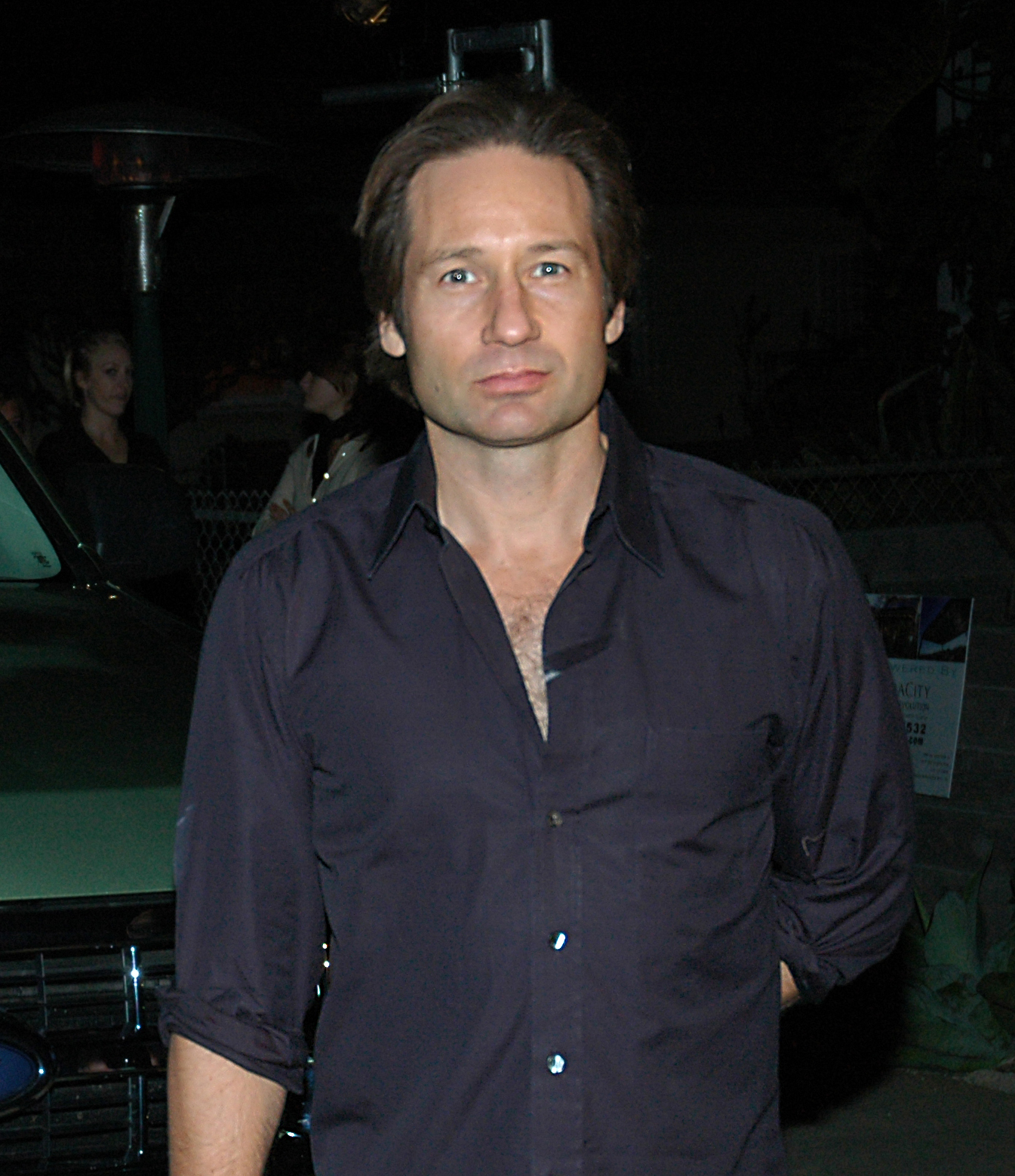

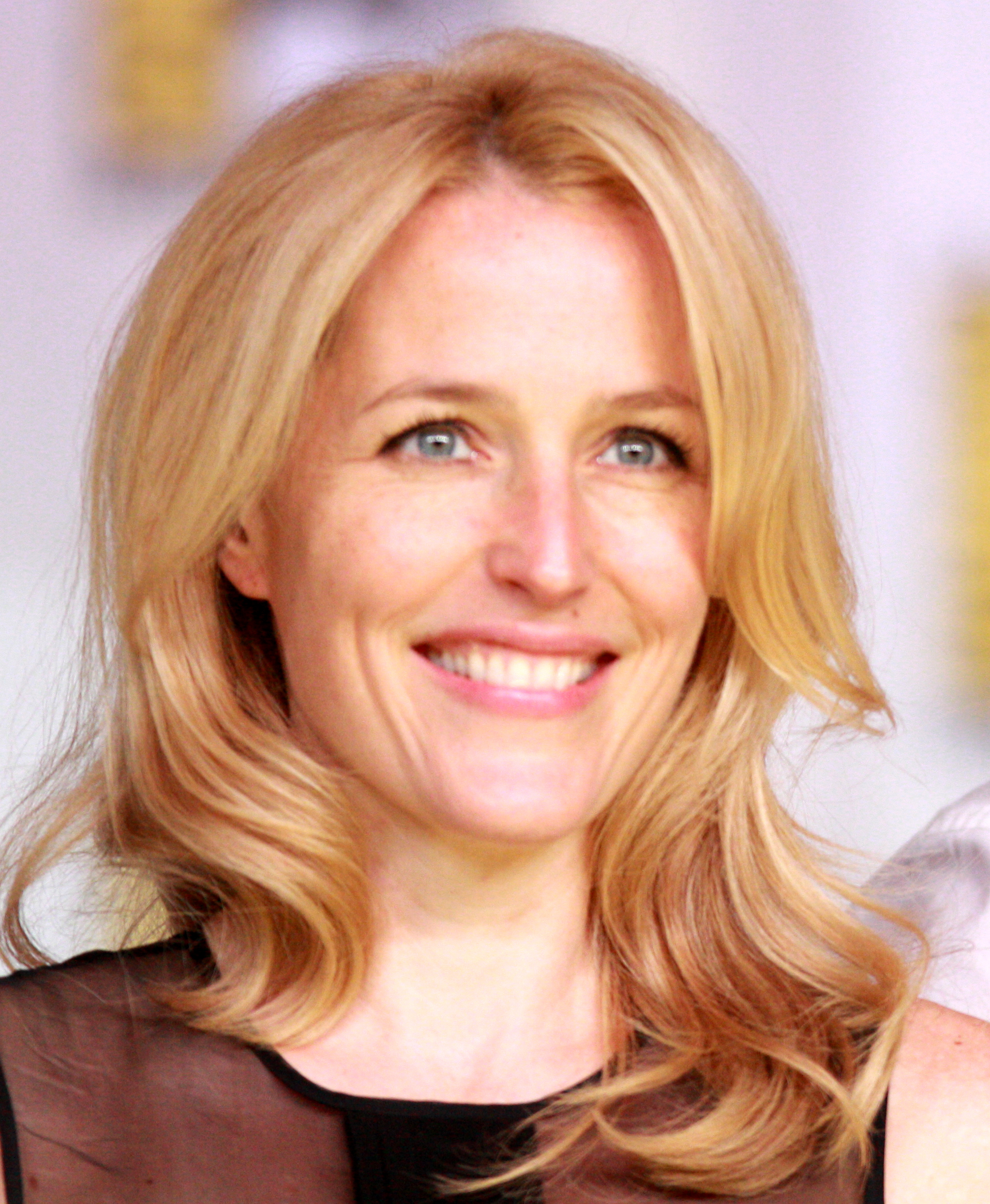

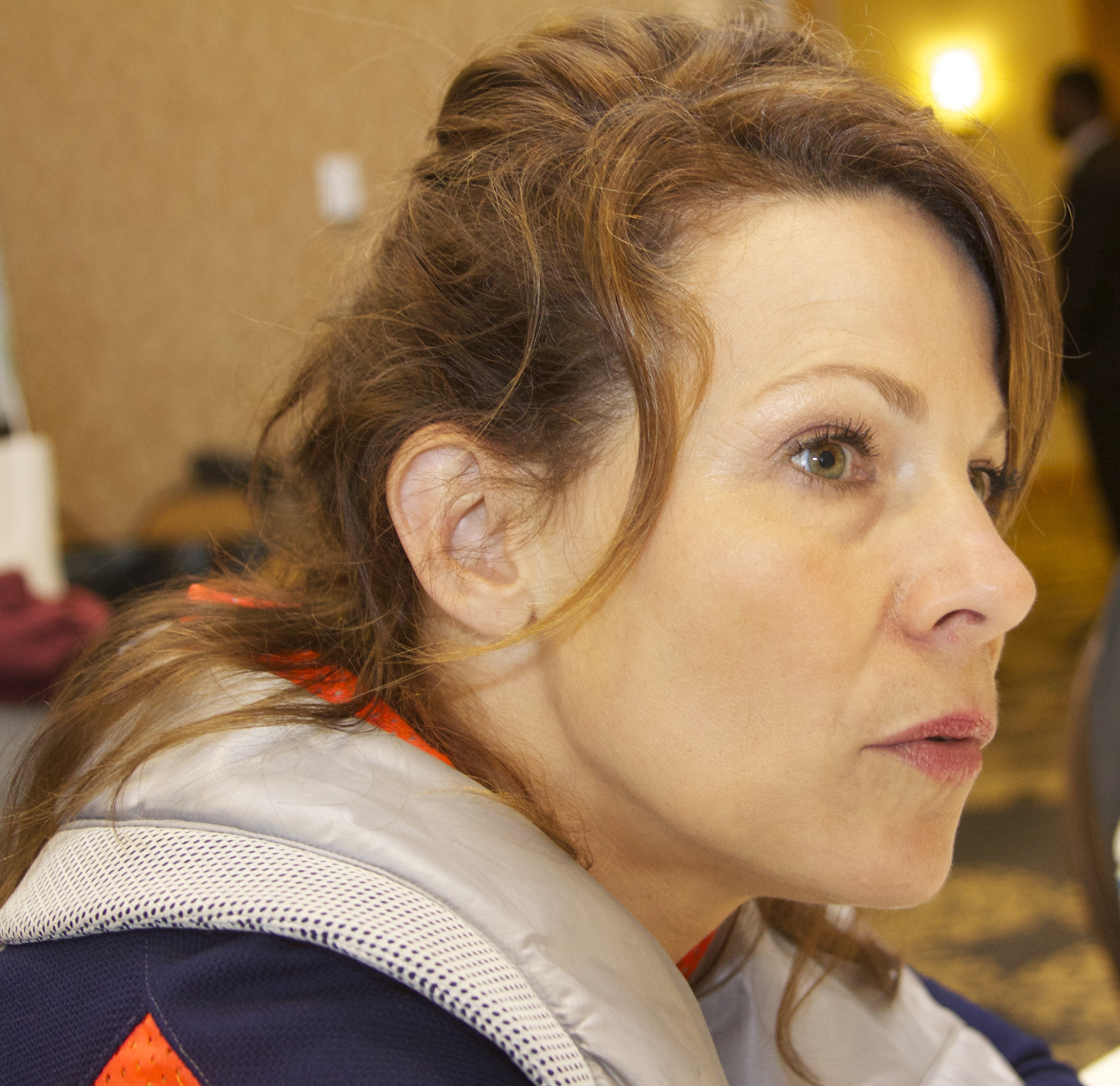

Малдер і Скаллі розслідують вбивство наркодилера, який імовірно робить незряча від народження жінка. Вона відмовляється співпрацювати зі слідством і всіляко показує впевненість в собі. Її відвідують бачення, в яких розгортається картина вбивства. Очевидно, що жінка має якийсь психічний зв'язок зі злочинцем.

## Зміст
Істина поза межами досяжного
У Вілмінгтоні (штат Делавер) увечері 28-річна незряча жінка Марті Гленн перебуває в своїй квартирі. Та ось вона раптом відчуває, як хтось із ножем наближається до чоловіка, що стоїть у ванній кімнаті. Пізніше поліцію викликають в мотель, де у ванній кімнаті одного з номерів виявляють чоловіка, якого бачила Марті, мертвим. Поліція також виявляє, що Марті в душовій; вона вся в крові і у неї в руках губка з кров'ю. Припускаючи, що вона є вбивцею наркодилера, поліцейські вирішують арештувати її, але швидко розуміють — вона незряча.
Не знаючи, як незряча жінка могла вчинити злочин, детектив Ллойд Пеннок телефонує до Фокса Малдера і Дейни Скаллі. Пеннок вважає, що Марті володіє «шостим чуттям», з допомогою якого вона здійснила вбивство.
Коли агенти підходять до Гленн, вона їх «впізнає». Марті каже що вона відчула дешевий одеколон Малдера. Слідчий і Скаллі рушають на місце злочину, а Малдер присутній, коли другий слідчий задає підозрюваній запитання. Її слова перевіряє детектор брехні — апарат вказує, що вона була свідком убивства. Пеннок робить висновок, що доказів достатньо, щоби звинуватити Марті. Але Малдер все ще не вважає, що вона винна. Раптом Марті бачить видіння: вбивця підходить до жінки, Сьюзан Форестер, у барі. Марті вдається побачити назву бару у своєму видінні. Тому, коли видіння закінчується, вона просить зателефонувати в бар; там вона попереджає чоловіка на ім'я Готс, щоб відчепився від Форестер і що вона за ним стежить. Пізніше Скаллі показує Марті рукавичку, знайдену в кімнаті убивства, та повідомляє їй, що на ній знайдені відбитки пальців Гленн і що вона її розміру. Але у слідчих усе одно нема знаряддя убивства. Скаллі висловлює думку, що у Гленн не сліпота, а конверсійний розлад або неправильне світлосприйняття.
Після того, як Скаллі починає підозрювати, що Марті може не бути сліпою, проводиться очний огляд, під час якого Гленн відчуває інше видіння. Під час цієї події Малдер зазначає, що прилад, який використовується для вимірювання зору Марті, вказує реакцію — у Марті звузилися зіниці. Хоча дослідник вважає, що Марті справді сліпа, Фокс тримається думки, що вона бачила внутрішнім зором. Окружний прокурор зазначає, що вони не мають достатніх доказів для звинувачення незрячої жінки, і тому Марті звільнена.
При виході з відділку Марті відчула присутність в коридорі Фокса. Прямуючи додому, Гленн знову бачить видіння, на цей раз Готс нападає на Форестер. Гленн під враженням видінь ціпеніє на автодорозі і перехожий переводить її. Марті запізнилася, щоб врятувати жінку — Гленн інтуїтивно знаходить сміттєвий бак із закривавленим тілом Форестер. Тому Гленн повертається до відділення поліції, зізнаючись у вбивствах і демонструє кров на руках. Малдер — переконаний, що Марті невинна — розмовляє з нею про вбивства, які вона не вчиняла. Намагаючись взяти вину на себе, Марті вказала місцезнаходження наркотиків.
Скаллі телефоном повідомляє Фоксу — із двох зразків крові ні один не належить Марті. Фокс знову йде до Марті. Виявляється, що Готс насправді убив її матір, коли вона ще була в материнській утробі. Мати померла на операційному столі, а велика втрата крові спричинила сліпоту новонародженої доньки. Малдер каже Марті, що він вважає — у неї є змога «бачити» видіння в її думках. Також виявлено, що Готс провів майже тридцять років (тобто все життя Марті) у в'язниці, доки не був звільнений нещодавно. Проходячи в кайданках, Марті «бачить» Готса.
Фокс добився звільнення Марті. Також Малдер повідомляє Гленн, що Готс — її батько; і це на його думку пояснює зв'язок. Детектив Пеннок не звинувачуватиме Марті, якщо вона допоможе знайти Готса. Марті везуть додому — квартал вже прослідковується детективами і агентами. Готс знаходить останнє відоме місце проживання Гленн, поки Пеннок повертає її до себе в квартиру, щоб забрати деякі речі, перш ніж вона вступить під програму захисту свідків. Пакуючи речі, Марті бачить видіння, де Готс у фойє її квартири; вона розбиває вазу об Пеннока, дістає його пістолет і чекає, коли Готс знайде її. Малдер з'ясовує, що Марті бачила видіння від особи Готса протягом майже тридцяти років, коли він перебував у в'язниці — що фактично означало, що вона теж прожила все життя в ув'язненні. Малдер і Скаллі прибувають до квартири Марті лише для того, щоб виявити, що Марті вбила Готса. Її відправляють до в'язниці, але нарешті звільняють від прокляття батька та бачення його жахливих вчинків.
Ненавиджу, як ти на мене дивишся

## Створення
«Око розуму» було написане Тімом Майнером — його другий сценарій в серіалі — і режисером Кімом Меннерсом. Майнер надихнувся писати епізод, дізнавшись про «дистанційний перегляд»: парапсихологічну практику пошуку вражень про далеку або небачену ціль, нібито використовуючи екстрасенсорне сприйняття або «чутливість» з розумом. За повідомленнями, Центральне розвідувальне управління витратило 20 мільйонів доларів на «Stargate Project», який був дослідженням, щоб визначити, чи існує така здатність.
У Майнера спочатку виникли проблеми з концептуальною ідеєю, він зазначав: «Це може бути хорошою ідеєю для короткого оповідання, але як зробити так, щоб вся справа працювала візуально?» Для вирішення цього питання Майнер вирішив зробити глядача віддаленим учасником. Він прагнув зробити незрячу жінку «не Одрі Хепберн», що є посиланням на фільм 1967 року «Дочекайся темряви», в якому Хепберн зіграла роль невинної, але тероризованої незрячої жінки. Пізніше він сказав: «Я хотів зробити [Гленна] підлою, тому що факт полягає в тому, що інвалідність не обов'язково облагороджує людину».
Гостьовим актором «Ока розуму» була Лілі Тейлор, що є рідкісним явищем, оскільки вона, як правило, вважала за краще працювати на незалежній кіносцені. Тейлор, однак, була шанувальницею серіалу і звернулася до режисера кастингу Ріка Мілікана, із запитанням, чи зацікавлені вони в роботі з нею. Блу Манкума, який зіграв роль детектива Пеннока, раніше з'являвся в епізоді першого сезону «Привид у комп'ютері». Духовни під час зйомок підправив роль Малдера — «навіть якщо рукавички підходять — ви все одно можете виправдати» — посилання на шкіряні рукавички справи про вбивство О. Дж. Сімпсона.
Під час зйомок епізоду художній керівник Грег Ловен вступив у дискусію з відділом освітлення, коли вказав, що Гленн, незряча, не потребує ламп та інших вогнів. Відділ відмовився. Віддалені бачення «стакато» та «кошмарів», які переживає Гленн, були створені в постпродукції керівництвом візуальних ефектів Лорі Калсен-Джордж.

## Сприйняття
Прем'єра відбулася в мережі «Fox» у США 19 квітня 1998 року і вперше транслювалися у Великій Британії на BBC One 10 лютого 1999 року. Серія отримала рейтинг Нільсена 10,4 з часткою 16, що означає — його переглянули 16,53 мільйона глядачів. Епізод був номінований на кілька премій «Еммі». Тейлор також була номінована на премію в категорії «Краща запрошена актриса у драматичному телесеріалі» — номінація, яку розділяла з Веронікою Картрайт — хоч перемогла Клоріс Лічмен. Режисер монтажу Кейсі О'Рорс був номінований у номінації видатного монтажу зображень на одну камеру.
Епізод отримав помірно позитивні відгуки від телевізійних критиків, багато хто похвалив виступ Тейлор в ролі Гленн. Зак Гендлен з The A.V. Club надав епізоду помірно позитивний відгук і присвоїв йому B+. Він трохи критикував, що здатність Гленн бачити видіння була недостатньо розкрита; врешті-решт назвав пояснення Малдера «лайном». Однак Гендлен похвалив Тейлор і Духовни, зазначивши, що «Тейлор переконлива у своїй ролі, а Духовни добре справляється зі своєю роботою, завдяки чому сюжетна лінія виглядає більш логічною, ніж вона є насправді». Зрештою він дійшов висновку, що це «точно не поганий епізод», але «він далеко не чудовий».
Паула Вітаріс з «Cinefantastique» надала епізоду помірно позитивний відгук і відзначила його 2.5 зірки з чотирьох. Вітаріс порівняла його з епізодом третього сезону «Темниця». Однак вона зазначила, що оскільки «нові епізоди не мають специфічного зв'язку, який в „Темниці“ був між Люсі та сестрою Малдера Самантою, це не торкається серця так глибоко». Однак і вона похвалила роботу Тейлор, написавши, що «Вона [Тейлор] робить „Око розуму“ справді незабутнім».
Роберт Шірман та Ларс Пірсон у своїй книзі «Хочемо вірити: Критичний посібник з Цілком таємно, Мілленіуму та Самотніх стрільців» оцінили епізод трьома зірками з п'яти. Вони назвали епізод «міцним, хоча й невражаючим». Однак Шірман і Пірсон дійшли висновку, що «епізод все-таки працює, завдяки чудовій центральній виставі від Лілі Тейлор [яка] є найкращою гостьовою зіркою року, надаючи силу, гнів і використовуючи гумор сліпій жінці, яка пристосувала світ до своєї інвалідності».

## Знімалися
| Актор             | Роль               |
| ----------------- | ------------------ |
| Девід Духовни     | Фокс Малдер        |
| Джилліан Андерсон | Дейна Скаллі       |
| Лілі Тейлор       | Марті Гленн        |
| Генрі Лубатті     | др. Вілкенсон      |
| Петер Келаміс     | АДА Коста          |
| Блу Манкума       | Пеннок             |
| Колін Лоренс      | Перший поіцейський |